# Dzun-Khemchiksky (huyện)
Huyện Dzun-Khemchiksky (tiếng Nga: ? райо́н) là một huyện hành chính tự quản (raion), của Tuva, Nga. Huyện có diện tích 5787 km², dân số thời điểm ngày 1 tháng 1 năm 2000 là 21300 người. Trung tâm của huyện đóng ở Chadan.